# Berd'huis
Berd'huis is een gemeente in het Franse departement Orne (regio Normandië). De plaats maakt deel uit van het arrondissement Mortagne-au-Perche. Berd'huis telde op 1 januari 2022 1.094 inwoners.

## Geografie
De oppervlakte van Berd'huis bedroeg op 1 januari 2022 11,45 vierkante kilometer; de bevolkingsdichtheid was toen 95,5 inwoners per km².

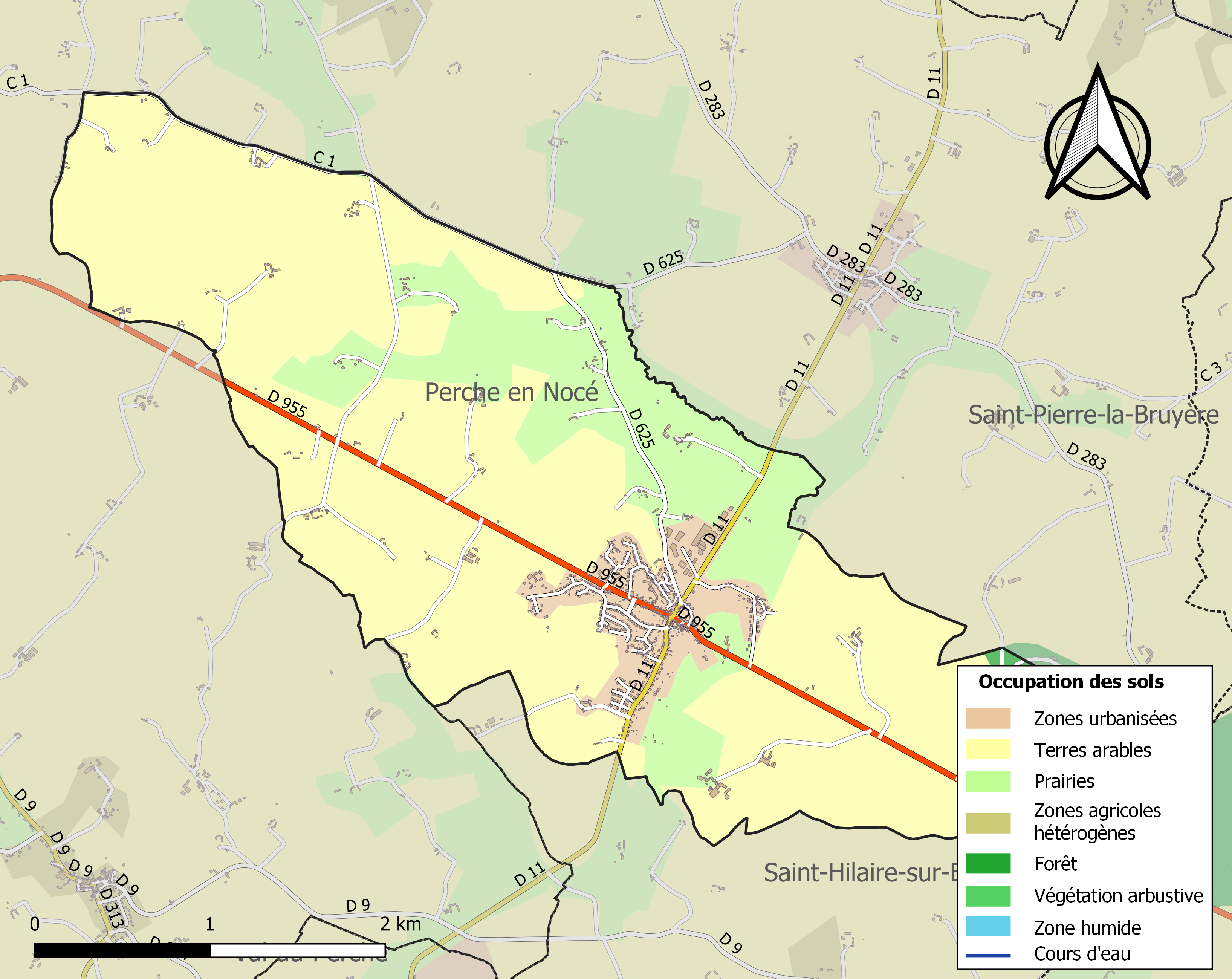
Kaart van de gemeente met belangrijkste infrastructuur, bodemgebruik en omliggende gemeenten

## Demografie
Onderstaande figuur toont het verloop van het inwonertal (bron: INSEE-tellingen).